# Lyda Borelli

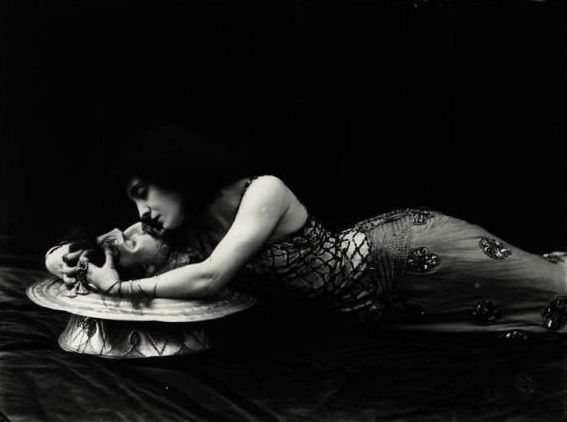
Lyda Borelli in costume da Salomè.

Lyda Borelli (La Spezia, 22 marzo 1887 – Roma, 2 giugno 1959) è stata un'attrice e diva del cinema muto italiana.

## Biografia

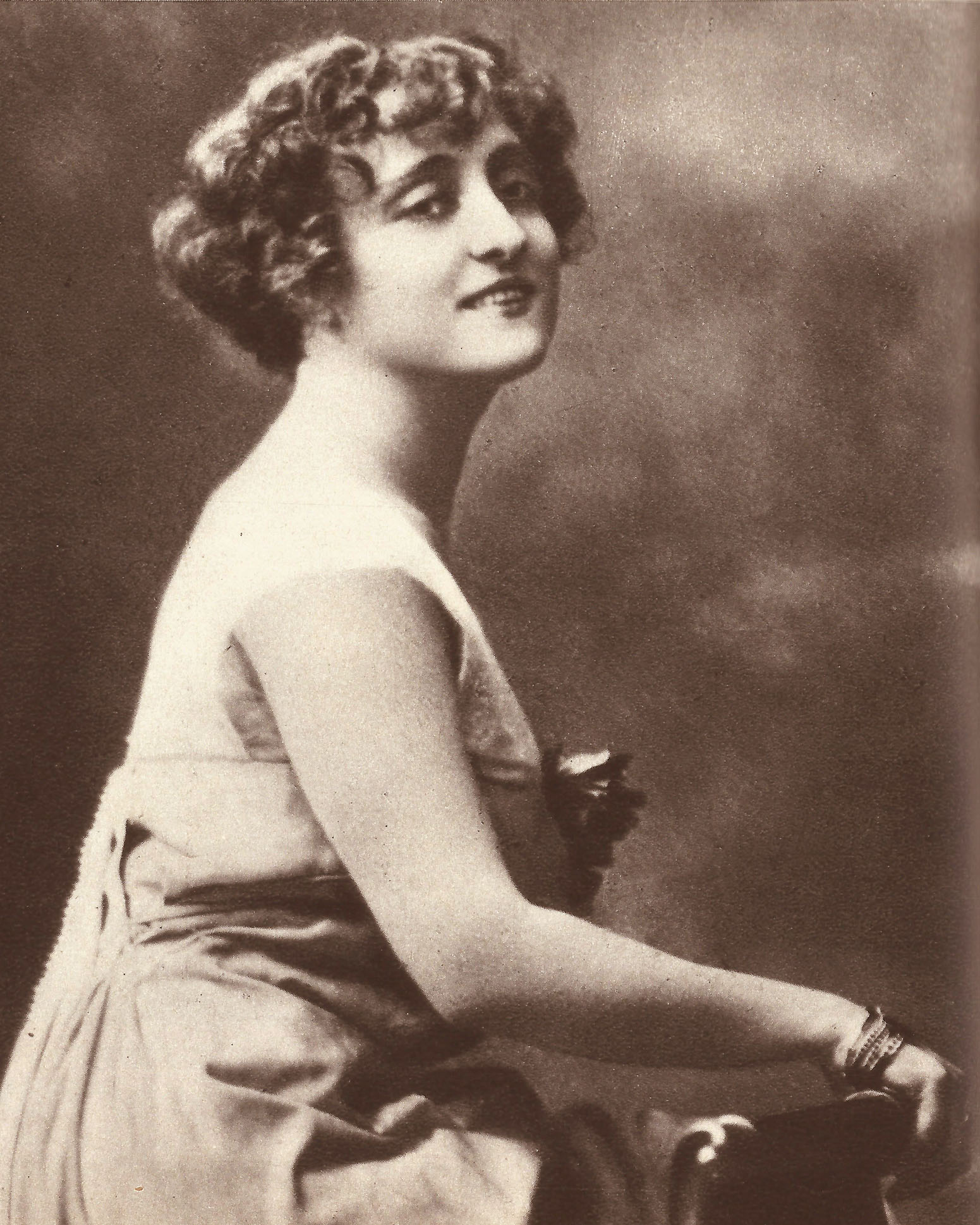
Lyda Borelli nel 1913

Proveniva da una famiglia di artisti: il padre Napoleone (1848-1913) apparteneva ad un'antica famiglia di Reggio Emilia; volontario garibaldino e avvocato, aveva abbandonato la professione per il palcoscenico; oltre che generico e caratterista, aveva anche diretto per sette anni un teatro in Romania.Sua madre Cesira Banti, anch'essa attrice di teatro, era figlia del maggiore Banti, morto a Bologna nel 1848 durante i moti per l'indipendenza. Anche la sorella maggiore di Lyda Borelli, Alda, fu attrice teatrale e cinematografica.
Lyda Borelli debuttò da bambina in teatro ne I due derelitti, in coppia prima con Paola Pezzaglia, poi con Mercedes Brignone. Dopo numerosi ruoli minori, nel 1904 fu scritturata come prima attrice giovane nella compagniaTalli-Gramatica-Calabresi e debuttò, nel ruolo di Favetta, ne La figlia di Iorio di Gabriele D'Annunzio. Nel 1905 fu Fernanda nell'omonimo dramma in quattro atti di Victorien Sardou: lo spettacolo la consacrò come una tra le più giovani e famose attrici del teatro italiano. Nel 1912 divenne capocomica nella compagnia Piperno-Borelli-Gandusio, diretta da Flavio Andò. La giovane attrice interpretò alcuni ruoli che la resero celebre (soprattutto durante le tournée in Spagna e in Sudamerica), come il personaggio di Salomè nell'omonima pièce di Oscar Wilde. 
Il 1913 è l'anno del suo debutto cinematografico: diretta da Mario Caserini, interpreta Elsa Holbein in Ma l'amor mio non muore, accanto a Mario Bonnard. Considerato come il primo "diva film" del cinema italiano, Ma l'amor mio non muore! ebbe un grandissimo successo e il pubblico riconobbe in Lyda Borelli un nuovo tipo di fascino femminile, facendola subito diventare una diva amata e ammirata. Nacquero neologismi come "borellismo" e "borelleggiare" per descrivere il fenomeno di imitazione che aveva scatenato nel pubblico femminile. La sua fama era eguagliata solo da Francesca Bertini, l'altra diva del cinema muto italiano. Antonio Gramsci, uno dei primi intellettuali italiani ad occuparsi del nuovo fenomeno del divismo cinematografico, scrisse di lei: "La Borelli è l'artista per eccellenza della film in cui la lingua è il corpo umano nella sua plasticità sempre rinnovantesi".
La carriera cinematografica di Lyda Borelli fu intensa ma breve: dal 1913 al 1918 interpretò in totale tredici film. Dopo il successo di Ma l'amor mio non muore interpretò una donna aviatrice in La memoria dell'altro (diretto da Alberto Degli Abbati nel 1913), ancora una volta accanto a Mario Bonnard. I film successivi, diretti da Carmine Gallone, sono quasi tutti soggetti che l'attrice aveva già interpretato con successo a teatro: La donna nuda (1914, tratto dal dramma di Henry Bataille), Fior di male (1915), La marcia nuziale (1915), La falena (1916), Malombra (1917), La storia dei tredici (1917). Borelli fu diretta anche da Enrico Guazzoni in Madame Tallien (1916), unico film in costume della sua carriera.
Le sue pose enfatiche, caratterizzate da un'espressività intensa e accuratamente studiata, dimostrano come la diva sia stata fortemente influenzata dal fenomeno del modernismo (Borelli richiama soprattutto l'estetica dei preraffaelliti, giocando con la somiglianza fisica tra lei ed Elizabeth Siddal, la celebre musa di Dante Gabriel Rossetti).
Una delle interpretazioni forse più celebri della diva è quella della contessa Alba d'Oltrevita in Rapsodia satanica (1917), diretto da Nino Oxilia. Accompagnato dalla musica composta da Pietro Mascagni e basato sul testo poetico composto da Fausto Maria Martini, il film è caratterizzato da connotazioni simboliste e decadenti: la vecchia contessa d'Oltrevita stringe un patto con Mefisto: potrà ritornare giovane e bellissima, ma in cambio deve promettere di non innamorarsi. La contessa non rispetta il patto: si innamora di un uomo e provoca la morte del fratello del suo amato, anch'egli innamorato di lei. Ormai abbandonata da tutti, torna tra le braccia di Mefisto e ridiventa una donna anziana e sola.
Nel 1918 fu diretta da Amleto Palermi in Carnevalesca, un film dal forte contenuto allegorico basato su una sceneggiatura di Lucio D'Ambra, e interpretò due documentari di propaganda bellica oggi perduti: L'altro esercito (intitolato anche La leggenda di Santa Barbara) e Per la vittoria e per la pace!. Nel giugno 1918 si sposò con l'industriale ferrarese Vittorio Cini, poi nominato conte di Monselice nel 1940, e si ritirò per sempre dalla scena fino a che, col passare del tempo, la sua figura venne quasi del tutto dimenticata, complice anche la gelosia del marito che cercò di fare sparire dalla circolazione comprando tutte le pellicole dei suoi film. Dal matrimonio nacquero quattro figli: Giorgio (nato nel 1918 e morto in un incidente aereo nel 1949), Mynna (1920) e le gemelle Yana e Ylda (1924).
Dopo la tragica morte del figlio, l'ex attrice praticamente impazzì dal dolore, rifugiandosi nell'alcool. Morì il 2 giugno 1959 a Roma ed è sepolta, insieme al marito e al figlio, nel cimitero monumentale della Certosa di Ferrara, in una cappella progettata dall'ingegnere Giovanni Boicelli. A Bologna le è stata intitolata la Casa di riposo per artisti drammatici, in via Saragozza n. 236, di fianco al Teatro delle Celebrazioni.

## Filmografia

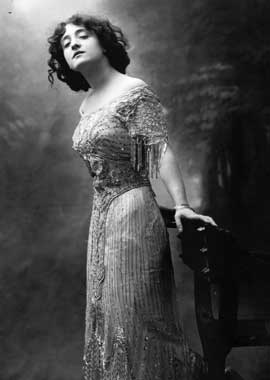
Lyda Borelli in una fotografia di Mario Nunes Vais

- Ma l'amor mio non muore, regia di Mario Caserini (1913)
- La memoria dell'altro, regia di Alberto Degli Abbati (1913)
- La donna nuda, regia di Carmine Gallone (1914)
- Fior di male, regia di Carmine Gallone (1915)
- La marcia nuziale, regia di Carmine Gallone (1915)
- La falena, regia di Carmine Gallone (1916)
- Madame Tallien, regia di Enrico Guazzoni (1916)
- Malombra, regia di Carmine Gallone (1917)
- La storia dei tredici, regia di Carmine Gallone (1917)
- Rapsodia satanica, regia di Nino Oxilia (1917)
- Carnevalesca, regia di Amleto Palermi (1918)
- Il dramma di una notte, regia di Mario Caserini (1918)
- L'altro esercito, documentario perduto (1918)
- Per la vittoria e per la pace!, documentario perduto (1918)